# Anisacanthus thurberi
Anisacanthus thurberi là một loài thực vật có hoa trong họ Ô rô. Loài này được (Torr.) A.Gray mô tả khoa học đầu tiên năm 1878.